# Статкевич, Павел Григорьевич
Павел Григорьевич Статкевич (1870 — после 1917) — физиолог, профессор Московского университета, руководитель Физиологического института Московского университета, директор Московского женского медицинского института .

## Биография
Из мещан. Учился в Одесском греческом коммерческом училище, затем во 2-й одесской гимназии (1889). В 1894 году окончил медицинский факультет университета Св. Владимира в Киеве со степенью лекаря и золотой медалью за конкурсное сочинение. В 1894—1896 годах в качестве экстерна посещал психиатрическую клинику С. С. Корсакова, в которой занимался экспериментальной психологией. С осени 1894 года также работал в Физиологическом институте Московского университета. В 1896 году назначен исполняющим обязанности ассистента кафедры физиологии животных Московского сельскохозяйственного института, с 1901 года — в штате, в мае 1902 года утверждён в должности ассистента. Одновременно, с сентября 1900 по сентябрь 1904 года был сверхштатным (без содержания) ассистентом Московского университета по кафедре физиологии.
В 1904 году защитил диссертацию «Гальванотропизм и гальванотаксис животных» на степень доктора медицины и в марте был утверждён приват-доцентом Московского университета.
В 1910 году вместе с доктором наук, приват-доцентом Александром Борисовичем Изачиком организовал Московский женский медицинский институт и стал его директором.
В феврале 1912 года занял должность экстраординарного профессора по кафедре физиологии медицинского факультета, освободившуюся в связи с делом Кассо; одновременно возглавлял кабинет нормальной физиологии, а также заведовал Физиологическим институтом Московского университета.
Имеется информация, что именно на лекции Статкевича студент Г. Н. Каминский известил студентов о том, что в Петрограде свершилась революция (1917).
В связи с тем, что назначение Статкевича на должность ординарного профессора было оформлено распоряжением министерства, а не в результате выборов, как полагалось по процедуре, Статкевичу в марте 1917 года было предложено подать прошение об отставке из Московского университета.